# Reinhold Jourdan
Reinhold Jourdan (* 7. Januar 1986 in Schwetzingen) ist ein deutscher Taekwondo-Sportler.
Er begann seinen Sport im Alter von sechs Jahren in einem Verein in Eppingen. Schon nach zwei Jahren begann Jourdan mit der Teilnahme an Turnieren. Später kam das junge Talent zum Verein Budokwai Öhringen und trainierte unter Bundestrainer Holger Wunderlich erfolgreich weiter. Mit fünfzehn Jahren zog Reinhold an den Bodensee nach Friedrichshafen in das erste deutsche Taekwondo-Internat. Dort erreichte er auch seine größten Erfolge unter der Leitung von Markus Kohlöffel. Nach einer verletzungsbedingten Pause wechselte er im Jahr 2006 zum Verein Taekwondo Internat Swisttal.

## Erfolge
- 2002 Teilnahme Jugend-WM in Kreta
- 2003 Junioren-Europameister in Athen
- 2003 Teilnahme Weltmeisterschaften in Garmisch-Partenkirchen
- mehrfacher Deutscher Meister Jugend und Senioren
- mehrfacher Dutch Open Sieger
- Belgien Open Sieger